# Sea Dragon

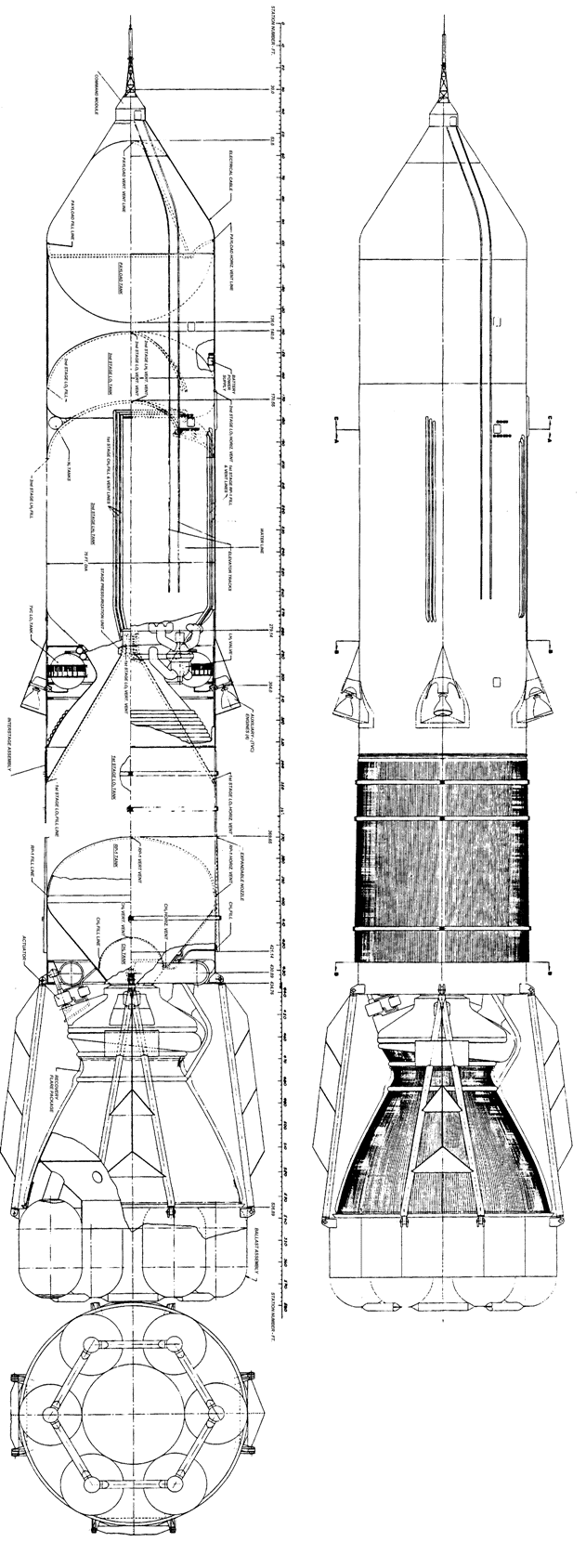
Esquemas del Sea Dragon.

Sea Dragon fue un cohete estadounidense proyectado en 1962 por Robert Truax, de Aerojet, y que no pasó de la fase de estudio.
Se trataba de un lanzador enorme de dos etapas que despegaría desde el mar. Sería capaz de poner 550 toneladas de carga en órbita baja terrestre. La primera etapa tenía un solo motor con una cámara de combustión alimentada a presión mediante nitrógeno, consumiendo LOX y queroseno y con un empuje de 353 meganewton. La segunda etapa habría quemado LOX y LH2, con un empuje de 62 meganewton. Con un diámetro de 23 m y una altura total de 150 m, el cohete habría pesado 18.000 toneladas.
El procedimiento para el lanzamiento habría consistido en llenar los tanques de queroseno en tierra, luego echar el cohete al agua horizontalmente y remolcarlo hasta el punto de lanzamiento en mar abierto. Allí se llenarían los tanques de propelente criogénico (el hidrógeno y oxígeno líquidos) y finalmente se inundarían unas cámaras en la parte inferior del cohete para hacerlo flotar verticalmente, tras lo cual se procedería al lanzamiento. El concepto había sido probado anteriormente con los cohetes Sea Bee y Sea Horse.
Aparte de la versión de dos etapas, también se diseñó una versión de una sola etapa y reutilizable, con una tobera de tapón. 
En el momento de la ignición la presión de la cámara de combustión sería de 20 atmósferas. Tras 81 segundos la presión habría disminuido a 14 atmósferas. La primera etapa finalizaría su combustión a una altitud de unos 40 km y una distancia de unos 33 km desde el punto de lanzamiento, llevando una velocidad de 1,8 km/s. La primera etapa caería al mar a unos 290 km del punto de lanzamiento. La segunda etapa funcionaría durante 260 segundos, con la cámara de combustión a 7 atmósferas, y dispondría de una delta V de 5,8 km/s, lo que le permitiría alcanzar órbita a una altitud de 230 km y a 940 km del punto de lanzamiento.
Una particularidad del diseño del Sea Dragon es que la tobera habría sido extensible, con una tasa de superficie pudiendo cambiar entre 7:1 a 27:1. Las primeras pruebas con este tipo de toberas fueron prometedoras, pero cesaron por falta de fondos. Sin embargo, el concepto fue utilizado durante el programa Peacekeeper.
El proyecto coincidió con el declive del programa Apolo y el inicio de la guerra de Vietnam, con lo que el interés por los grandes proyectos espaciales cesó, haciendo que Aerojet no pudiese seguir la línea de desarrollo del Sea Dragon.

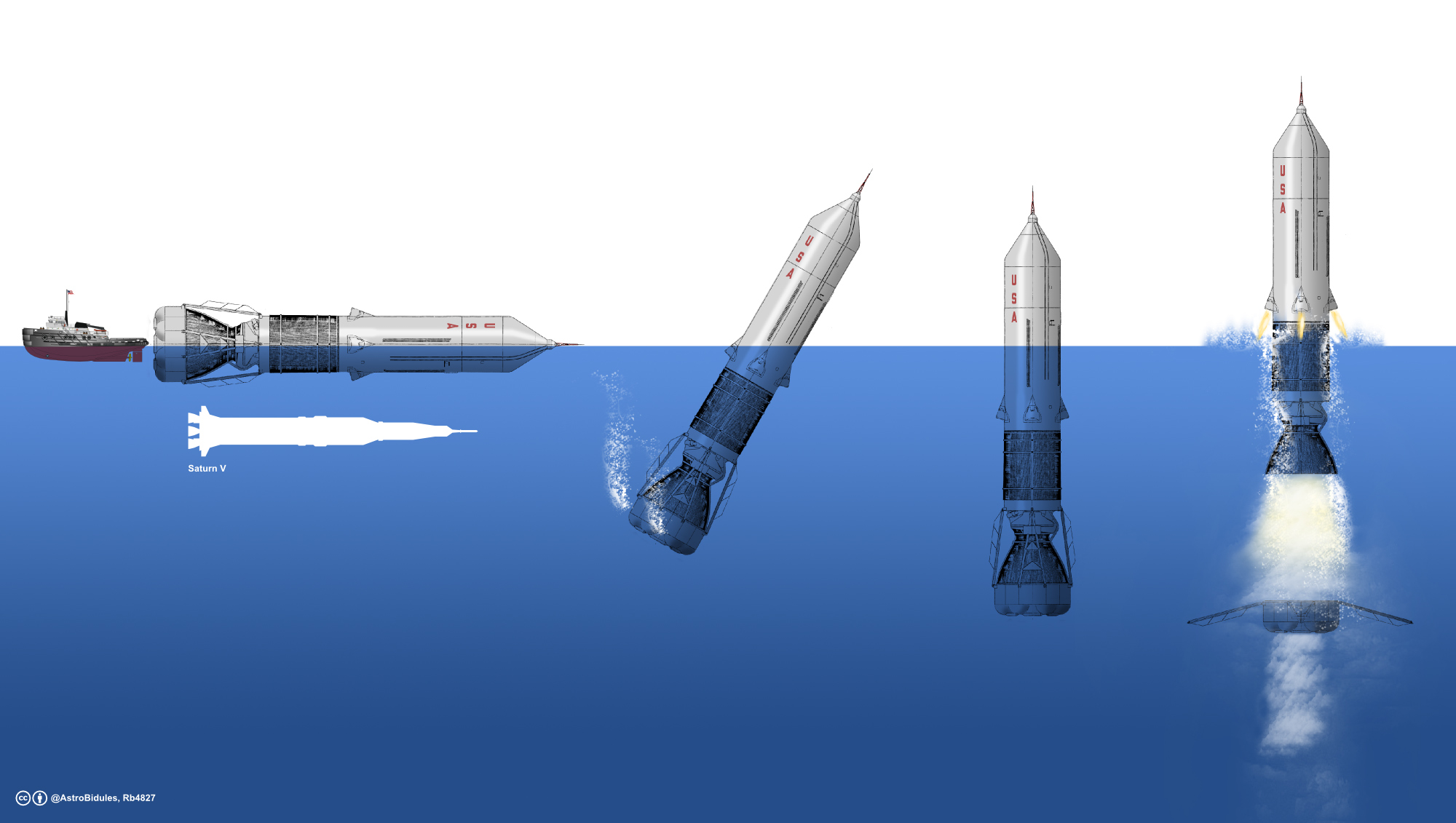
Principio del Sea Dragon y comparación con la Saturn V

## Especificaciones
- Carga útil: 450.000 kg a LEO (185 km de altura y 90 grados de inclinación orbital).
- Empuje en despegue: 350 MN
- Masa total: 18.000.000 kg
- Diámetro: 23 m
- Longitud total: 150 m